# Pierre Bois (homme politique)
Pour les articles homonymes, voir Bois (patronyme) et Pierre Bois.
 (juin 2017).
Si vous disposez d'ouvrages ou d'articles de référence ou si vous connaissez des sites web de qualité traitant du thème abordé ici, merci de compléter l'article en donnant les références utiles à sa vérifiabilité et en les liant à la section « Notes et références ».
Pierre Bois, dit Vic, né le 3 mars 1922 à Fère-en-Tardenois et mort le 11 février 2002 à Aubervilliers, est un militant trotskiste et syndicaliste français.
Il est connu comme étant l'initiateur des grèves de 1947 depuis l'usine Renault de Billancourt. Il est également l'un des cofondateurs de Voix ouvrière en 1956 puis de Lutte ouvrière en 1968.

## Biographie

### Enfance et entrée au Parti communiste
Il est né d'une mère bonne à tout faire et d'un père maçon issu d'une famille de paysans très pauvres du Limousin qui devint maçon dans la région parisienne. Appelé au service militaire en 1912, le père de Pierre Bois fut mobilisé durant quatre ans pour la Première Guerre mondiale : Alsace, Chemin des Dames, Somme, Italie, il ne fut démobilisé qu'en 1920, rendu farouchement anti-militariste. Il adhéra au Parti communiste français en 1923 et y resta jusqu'en 1933. La famille Bois s'installe à Goussainville, alors en Seine-et-Oise, en 1925, dans un lotissement sans urbanisation : ni eau, ni gaz, ni électricité, ni tout-à-l'égout, des chemins de terre en guise de rues. Le père de Pierre mit toute sa vie à construire sa maison et mourut avant qu'elle soit réellement terminée.
Pierre Bois commence à travailler à 15 ans, comme maçon chez un petit patron. Entre-temps il était entré à la « Fanfare ouvrière de Goussainville ». Tous les membres sont militants ou sympathisants du PC. Il y est trompette d'harmonie et il y reste jusqu'à ce que la fanfare soit dissoute au début de la guerre.
Au même âge, à 15 ans, Pierre entra aux Jeunesses communistes qui, à l'époque, s'occupaient surtout de la solidarité avec les républicains de la guerre d'Espagne. Il y devient responsable de la diffusion de l'Avant-Garde.
À 17 ans, il se fait embaucher dans une entreprise qui fabriquait des locotracteurs et des wagons de métro à Montataire. Puis il entra à la SNCF au plus bas dans la hiérarchie de l'administration. En 1939, il travaillait à la gare de Survilliers.
Il continua à militer à la JC après l'interdiction de toutes les organisations communistes par un décret-loi de Daladier. Puis grâce aux quelques libertés de déplacement qu'il avait en tant que cheminot, il continua encore pendant l'Occupation, après l'attaque de l'URSS par l'Allemagne.

### Le militant trotskiste
C'est en 1941 que son ancien camarade de classe, Mathieu Bucholtz, le convainquit du fossé croissant entre la politique du PC et les principes du communisme. Pour cela, Bucholtz lui fit lire les ouvrages de base du marxisme, puis, avec des faux papiers d'étudiant, le fit lire à la Bibliothèque Nationale où l'on pouvait encore se faire communiquer des ouvrages interdits. Il voyait Bucholtz une à deux fois par semaine. Bucholtz appartenait au « Groupe Communiste IVe Internationale », créé par un militant surnommé Barta.
Pierre Bois se levait à trois heures du matin pour aller à vélo à Saint-Denis, où il travaillait alors. Il ne pouvait pas y aller en train puisque c'est lui qui ouvrait la gare à cinq heures du matin ! Il y travaillait jusqu'à 13 heures et, l'après-midi, il allait lire à la Bibliothèque Nationale jusqu'à 17 ou 18 heures. Ensuite il retournait à Goussainville à vélo.
À partir de là, Pierre Bois devint un militant trotskyste. Il participa aux activités du groupe. En novembre 1942, la zone dite « libre » fut à son tour occupée par les Allemands. Barta lui demanda alors de passer, grâce à sa carte de cheminot, en zone libre pour voir Raptis (Pablo, dirigeant du POI) à Saint-Hilaire du Touvet, près de Grenoble, où il était en sanatorium, afin de lui transmettre les publications du groupe. Quelques mois plus tard, Raptis, revenu à Paris, donna pour le groupe, devenu « Union Communiste (IVe Internationale) » des cours d'éducation marxiste auxquels Pierre Bois assista.
En juin 1943, il est réquisitionné par le STO et affecté sur place à la SNCF. Mais quelque temps après, il fut réquisitionné comme cheminot pour aller faire des embarquements de troupes à Hambourg. Alors il devint « réfractaire » au STO (carte 4554) et entra dans la clandestinité jusqu'à la fin de la guerre.
À la Libération, il fut, parce que trotskyste, enlevé par des membres du Parti Communiste et emmené au siège du PC, de même que son frère Jean. C'est là qu'on demanda à Jean s'il connaissait « Bucholtz ». Pierre fut relâché, Jean put s'enfuir et c'est alors qu'ils apprirent qu'on venait de retrouver le corps de Mathieu Bucholtz dans la Seine, qui portait des impacts de plusieurs balles dont aucune n'était mortelle.

### La grève de 1947 chez Renault
En décembre 1944, Pierre Bois entra, sur la demande de l'organisation, comme ouvrier chez Citroën. D'abord à Saint-Ouen, aux presses. Il fut ensuite muté à Citroën Levallois puis à Clichy. Il quitta Citroën au bout de onze mois et fit des petits boulots avant de se faire embaucher, toujours sur la demande du groupe, chez Renault, en mai 1946. Il fut affecté au « Département 6 », qui fabriquait principalement des pignons.
En avril-mai 1947, à la tête des travailleurs des départements 6 et 18, qui élurent un comité de grève, il fut, sous la direction politique de Barta, l'animateur et le dirigeant de la grève de Renault Billancourt. Ce mouvement amorça les Grèves de 1947 qui contraignirent ensuite les ministres communistes à sortir du gouvernement Ramadier. En juin 1947, Pierre Bois écrivit un article sur « La grève des usines Renault » dans la revue La Révolution prolétarienne.
Par la suite, comme la CGT ne voulait pas reconnaître la section syndicale du 6 et 18, Pierre Bois fut amené à créer, on peut dire malgré ses idées, un syndicat indépendant, le Syndicat démocratique Renault (SDR) qui mena un combat difficile pour se faire reconnaître légalement et pouvoir présenter des délégués.

### Le conflit avec Barta et la renaissance de l'Union communiste
En 1949, l'Union communiste éclata à la suite d'un conflit entre Barta et Bois sur la façon dont Barta entendait diriger le SDR. Après la dissolution de l'UC, Pierre Bois continua à militer chez Renault. Il publia un petit journal, le Travailleur émancipé puis, avec des camarades de l'usine proches de « Socialisme ou barbarie », il participa à un journal dont la diffusion se limitait à la Régie Renault, du nom de Tribune Ouvrière. Le premier numéro parut en mai 1954.
De cette époque à 1956, avec un certain nombre d'anciens de l'UCI, Pierre Bois, dont le surnom militant était  Vic, fut l'un des principaux artisans de la création du groupe Voix ouvrière.
Après la dissolution de Voix ouvrière à la suite des événements de mai 1968, Pierre Bois fut à l'origine de Lutte Ouvrière.
Très rigide sur ses principes, il reconnaît qu'en 1981 il n'avait pas appliqué les consignes de l'organisation et que, pour sa part, il n'avait pas voté Mitterrand au deuxième tour.
Il a été incinéré au crématorium du Père-Lachaise le 16 février 2002.

## Discours au congrès de LO en 2001
« Je voudrais cependant terminer en vous disant : ce ne sont pas les vieux qu'il faut féliciter. Bien sûr, ils ont eu le mérite d'avoir tenu. Mais si c'est quelque chose d'important, ou en tout cas de notable, c'est vraiment dû aux circonstances de ces temps sans idéal.
Ceux que je voudrais féliciter, moi, ce sont les jeunes qui sont ici. Je ne vous dirai pas où commence et à quel âge finit la jeunesse, mais c'est eux qui représentent l'avenir de nos idées et c'est à eux que reviendra, je l'espère, la tâche de les mettre en œuvre.
En effet, ceux que j'applaudis sont les jeunes qui entrent maintenant dans la vie militante. Les raisons d'espérer, ils ne les trouvent pas autour d'eux. C'est donc que c'est en eux qu'ils les trouvent. Et c'est pour cela qu'il faut les féliciter.
Et je leur dirai qu'en soixante ans de militantisme, j'ai toujours été heureux, malgré toutes les circonstances traversées. Heureux de m'instruire, de penser, de lever la tête. Heureux parmi mes camarades de toutes les générations, heureux de ne pas être cloîtré dans un tout petit milieu comme le sont malheureusement la plupart des gens.
Alors, camarades, bon courage et ayez confiance dans l'avenir de l'Humanité ! »